# Фізика часу. Усе відбувається зараз
Фізика часу. Усе відбувається зараз (англ. Now: The Physics of Time)  — книга американського астрофізика, професора Каліфорнійського університету в Берклі, лауреата стипендії Мак-Артура Річарда Мюллера. Вперше вийшла 20 вересня 2016 року у нью-йоркському видавництві «W. W. Norton & Company». Українською мовою вперше перекладена та опублікована 2019 року видавництвом «Наш формат» (перекладач — Артем Замоцний).

## Огляд книги
«Зараз» - проста концепція, яка, здається, не потребує розшифровки. Насправді ж це дуже складне поняття, що не підкорилось навіть великому Ейнштейну. 
Ми знаємо, що час плинний та залежить від сили тяжіння і швидкості. Річард Мюллер переконаний, що сьогодні людство впритул наблизилось до того моменту, коли зможе навіть пояснити саму фізику часу. Всесвіт, який постійно розширюється, створює не лише новий простір, але й новий час. Передній край цього нового часу - власне те, що ми звикли називати «зараз». Цей момент дійсно унікальний - дає змогу вчинити так чи інакше, на відміну від минулого чи майбутнього. Автор говорить:
«Не існує минулого чи майбутнього,  насправді є три теперішніх: «теперішнє минулих речей, тобто пам'ять; теперішнє існуючих речей - зір; теперішнє речей майбутніх - очікування».
Провокаційне бачення Мюллера є потужною суперечністю до усталених теорій науки та філософії, його аргументи викликають великі дебати про найфундаментальніші припущення нашого Всесвіту.

## Основний зміст
Автор розглядає час як одне з фундаментальних понять нашої системи знань. Досить просто, без складних математичних формул, пояснює такі поняття, як: теорія відносності, закон збереження енергії, антиматерія, теорія великого вибуху, темна матерія. А також дає власну оцінку сучасній концепції часу.
Мюллер розповідає про відкриття Ейнштейна, про чорні діри, в яких, можливо, зосереджена велика частина ентропії Всесвіту, ділиться останніми новинами із квантової фізики та досліджує три моделі руху часу. На основі представленого фактажу, автор намагається дати відповідь на такі питання: «а чи реально повернути «зараз» та «чому це «зараз» так важливо для нас».

## Переклад українською
- Річард Мюллер. Фізика часу. Усе відбувається зараз / пер. Артем Замоцний. — К.: Наш Формат, 2019. — 344 с. — ISBN 978-617-7682-34-8.